# Ёбидоёби
«Ёбидоёби» (яп. 曜日⋅土曜日 ё:би доё:би) — международная сеть доставки суши и роллов, основанная в Красноярске в 2016 году. Сеть известна провокационным маркетингом и оригинальным названием, которое является транслитерацией японской фразы «День недели — суббота». На момент 2024 года сеть насчитывает свыше 150 городов и более 230 точек в России и имеет партнёров в других странах, включая Казахстан, Беларусь и ОАЭ.

## История
Первая точка «Ёбидоёби» была открыта Константином Зименом и Дмитрием Прадедом в 2016 году в Красноярске в формате тёмной кухни. Предприниматели вложили личные накопления — 3 миллиона рублей.
Изначальным вариантом названия сети было «Имбирный день», однако создатели решили отказаться от него в пользу более эпатажного «Ёбидоёби», которое было придумано случайно при изучении русско-японского словаря. Такое название соответствует небольшому японскому предложению яп. 曜日は土曜日です。 («День недели — суббота»), из которого, как это иногда делается в заголовках, убраны связка です (дэс[у], значение: «является») и тематическая частица は (-ва). На русском языке звучание вызывает нецензурные ассоциации.
Первую франшизу «Ёбидоёби» продали уже через три месяца после старта – точка открылась в Хабаровске. После этого продажа франшизы была приостановлена. Два года ушло на создание колл-центра, отдела франчайзинга, единого сайта для партнёров и мобильного приложения. Официально компания запустила франшизу в 2018 году. К концу года сеть насчитывала уже десять точек. Под конец 2020 года сеть насчитывала 35 точек, а годовая выручка составила 680 миллионов рублей. В 2021 году сеть насчитывала 82 точки.
В качестве инструмента привлечения внимания используется активная работа в социальных сетях и медиапространстве. Основатели придерживаются концепции эпатажа, поэтому прибегают к использованию чёрного юмора и игры слов в рекламных кампаниях. Многие сеты роллов «Ёбидоёби» называются провокационно, Например «Куни Ли» или «Си Сяке». Эти названия — не только форма скандальной рекламы, но и реальные слова на японском. «Куни» переводится как «государство», а «Си Сяке» — как «город лосося».

## Деятельность
По состоянию на начало 2024 года в сеть входит более 150 городов России и более 230 филиалов. В конце 2020 года открыта точка в Казахстане, также открыты точки в Беларуси и ОАЭ. Планировалось открыть точки в Азербайджане, Армении, Молдове, Узбекистане.
Выручка компании в 2022 году составила 4,3 млрд рублей.

### Франшиза
Сеть «Ёбидоёби» работает по франчайзинговой модели. В каждом городе купить франшизу может только один предприниматель. Стартовые инвестиции на открытие филиала составляют от 2,6 миллионов рублей, стоимость франшизы — от 390 тыс. рублей, прогнозируемая окупаемость — от 10—15 месяцев. Чистый доход от франшизы — от 4,5 млн рублей в год.

## Судебные разбирательства
Юридическое наименование сети неоднократно становилось предметом юридических споров.
В 2023 году Верховный суд РФ обязал компанию изменить юридическое наименование компании, считая его противоречащим общественным принципам гуманности и морали. Суды разных инстанций поддержали это решение, но компания продолжает оспаривать необходимость переименования, утверждая, что название является частью их маркетинговой стратегии и уникальности бренда. Также «Ёбидоёби» опровергают наличие в наименовании нецензурных смыслов.
Руководство компании заявило, что не планирует менять название до окончательного решения всех юридических инстанций. Кроме того, сеть инициировала создание Ассоциации брендов со спорным неймингом для защиты прав компаний, использующих провокационные названия.
В декабре 2024 года после переноса офиса компании в Саранск и вмешательства судебных приставов Мордовии компания сменила название юридического лица на ООО «Суши с приставкой суши». Часть российских франчайзи бренда в регионах России стала работать под брендом «Ё суши и роллы» чтобы избежать судебных претензий.